# HMS Exmouth (H02)
«Ексмут» (H02) (англ. HMS Exmouth (H02) — військовий корабель, лідер ескадрених міноносців типу «E» Королівського військово-морського флоту Великої Британії за часів Другої світової війни.

## Історія створення
«Ексмут» був закладений 15 травня 1933 року на верфі компанії HMNB Portsmouth, Портсмут. 9 листопада 1934 року увійшов до складу Королівських ВМС Великої Британії.

## Історія служби
Корабель був приписаний до 5-ї флотилії есмінців Флоту метрополії. З початком Абіссінської кризи «Ексмут» прибув до складу оперативної групи британського флоту, що перебувала поблизу від зони конфлікту. З серпня 1935 до березня 1936 року бойовий корабель у Червоному та Середземному морях. Після нетривалого ремонту в Александрії, його перевели до узбережжя Іспанії, де розгорялася Громадянська війна.
У березні 1939 бойовий корабель повернувся до Британії з базуванням у Портсмуті. З 2 серпня 1939 його визначено флагманським кораблем 12-ї флотилії есмінців.
З початком Другої світової війни, есмінець перебував у складі Хоум Фліт. У листопаді разом з «Екліпс» та «Еко» ескортував лінійний крейсер «Худ» у пошукових діях німецьких рейдерів південніше Ісландії.
У грудні 1939 переданий до Командування Західних підходів для виконання завдань з патрулювання та ескорту транспортних конвоїв, але вже у січні 1940 переведений до Росайту на посилення угруповання флоту в Північному морі.
21 січня 1940 року ескадрений міноносець «Ексмут» упроваджував бойову охорону транспортного судна «Кіпріан Принц», коли о 05:35 ранку був несподівано торпедований німецьким підводним човном U-22, під командуванням Карла-Генріха Йеніша. Корабель швидко затонув, загинули усі члени екіпажу. Після цього німецька субмарина здійснила спробу атакувати «Кіпріан Принц», проте судну вдалося уникнути влучення торпеди.